# Нижнее Кузозеро
Нижнее Кузозеро — озеро на территории Сумпосадского сельского поселения Беломорского района Республики Карелии.

## Общие сведения
Площадь озера — 1 км². Располагается на высоте 153,0 метров над уровнем моря.
Форма озера лопастная, продолговатая: вытянуто с северо-запада на юго-восток. Берега сильно изрезанные, каменисто-песчаные, преимущественно возвышенные.
Из северо-западной оконечности озера вытекает Кузрека, впадающая в Онежскую губу Белого моря.
В озере около десятка безымянных островов различной площади.
Код объекта в государственном водном реестре — 02020001411102000008882.